# Grady Booch
Grady Booch, né le 27 février 1955, est le créateur d'une méthode d'analyse et de conception orientée objet qui porte son nom : la méthode Booch ; en collaboration avec James Rumbaugh, créateur de la notation OMT, et avec Ivar Jacobson, créateur de la méthode OOSE, il est à l'origine du langage de modélisation UML.

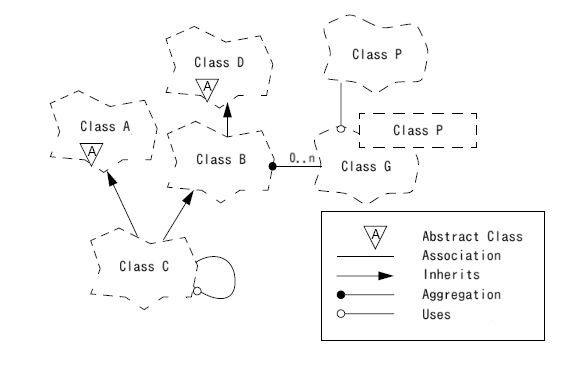
Un exemple de diagramme utilisant la méthode Booch.

## Biographie professionnelle
Grady Booch obtient un baccalauréat universitaire en 1977 à la United States Air Force Academy, et une maîtrise en ingénierie électrique en 1979 à l'université de Californie à Santa Barbara.
Il travaille comme directeur scientifique chez Rational Software depuis la fondation de l'entreprise en 1981 jusqu'à son rachat par IBM en 2003. Il continue à travailler dans cette fonction jusqu'en mars 2008 ; il est ensuite directeur scientifique en développement logiciel chez IBM Research, et également directeur de collection pour l'éditeur Benjamin Cummings (en).
Booch a travaillé de façon continue sur la problématique de l'amélioration des outils de développement du logiciel. Dans cette optique, il a écrit dans les années 1980 un livre sur le langage Ada, mais il est surtout connu pour le développement du Unified Modeling Language (UML) avec Ivar Jacobson et James Rumbaugh dans les années 1990.
La méthode Booch est présentée dans son livre Object Oriented Analysis and Design. Ce langage de modélisation objet a été développé lorsque Booch travaillait encore chez Rational Software. La notation a maintenant été remplacée par le langage UML, qui associe des éléments graphiques de la méthode Booch avec des éléments d'OMT et de OOSE.

## Ouvrages
- Grady Booch, Software Engineering with Ada, Benjamin-Cummings Publishing Company, 1987, 580 p. (ISBN 978-0-8053-0604-0).
- (en) Grady Booch, Object solutions : Managing the Object-Oriented Project, Menlo Park (Calif.)/Reading (Mass.)/New York (NY), Addison-Wesley Pub. Co., 1995, 323 p. (ISBN 0-8053-0594-7).
- Ivar Jacobson, Grady Booch et James Rumbaugh, The Unified Software Development Process, Prentice Hall, 1999 (ISBN 978-0-201-57169-1).
- Grady Booch, James Rumbaugh et Ivar Jacobson, The Unified Modeling Language Reference Manual, Prentice Hall, 2000, 550 p. (ISBN 978-0-13-087014-8).
- James Rumbaugh, Ivar Jacobson et Grady Booch, The Unified Modeling Language Reference Manual, Addison-Wesley Professional, 2005, 2e éd., 721 p. (ISBN 978-0-321-24562-5).
- (en) James Rumbaugh, Ivar Jacobson et Grady Booch, The Complete UML Training Course, Prentice Hall, 2000 (ISBN 0-13-087014-5)
- Grady Booch, James Rumbaugh et Ivar Jacobson, The Unified Modeling Language User Guide, Addison-Wesley Professional, 2005, 2e éd., xviii+ 475 (ISBN 978-0-321-26797-9, SUDOC 113269870)
- Grady Booch, Robert A. Maksimchuk et Michael W. Engle et. al., Object-Oriented Analysis and Design with Applications, Addison-Wesley, 2007, 3e éd., 691 p. (ISBN 978-0-201-89551-3 et 0-201-89551-X, SUDOC 119067730).

Plusieurs de ses livres ont été traduits en français :
- Ivar Jacobson, Grady Booch et James Rumbaugh (trad. Virginie Brasart-Zaïm), Le processus unifié de développement logiciel, Paris, Eyrolles, 2000, 488 p. (ISBN 978-2-212-09142-7 et 2212091427).
- Grady Booch, James Rumbaugh et Ivar Jacobson, Le guide de l'utilisateur UML, Paris, Eyrolles, 2000, 534 p. (ISBN 978-2-212-09103-8 et 2212091036, SUDOC 048603406).
- Grady Booch (trad. de l'anglais par Jean-Michel Rodriguez), Des solutions objets : gérer les projets orientés objets, Paris, International Thompson Pub. France, 1997, 342 p. (ISBN 2-84180-992-7, OCLC 36542311, SUDOC 00407128X).
- Grady Booch (trad. Jean-Pierre Rosen), Ingénierie du logiciel avec ADA : de la conception à la réalisation, Paris, InterEditions, Addison-Wesley Europe, 1988, 680 p. (ISBN 978-2-7296-0192-8, SUDOC 002446413).

## Prix et récompenses
- 1995 : Fellow de l'Association for Computing Machinery[2].
- 2003 : IBM Fellow de 2003 jusqu'au 18 mars 2008.
- 2007 : Turing Lecture (en)
- 2010 : IEEE Fellow in 2010[3].
- 2012 : Médaille Lovelace de la British Computer Society et Lovelace Lecture en 2013[4].
- 2016 : Computer Pioneer Award